# Cronologia da pandemia de COVID-19 em maio de 2021
Este artigo documenta a cronologia e epidemiologia do vírus SARS-CoV-2 em maio de 2021, o vírus que causa a COVID-19 e é responsável pela pandemia de COVID-19. Os primeiros casos humanos da COVID-19 foram identificados em Wuhan, China, em dezembro de 2019.

## Cronologia

### 1 de maio
- Fiji relatou um novo caso da variante indiana do COVID-19 . Existem 50 casos ativos (incluindo 29 transmissões comunitárias), elevando o número total para 117. Há também 65 recuperações e duas mortes.[1]
- A Índia registrou um recorde de 401.993 novos casos, elevando o número total para mais de 19,1 milhões. 3.253 mortes foram relatadas, elevando o número de mortos para 211.853.[2]
- A Malásia registrou 2.881 novos casos, elevando o número total para 411.594. 2.462 se recuperaram, elevando o número total de recuperações para 380.442. Há 15 mortes, elevando o número de mortos para 1.521. Existem 29.631 casos ativos, sendo 337 em terapia intensiva e 176 em suporte ventilatório.[3]
- Singapura registrou 34 novos casos, incluindo sete na comunidade e dois residentes em dormitórios, elevando o total para 61.179. Dos casos da comunidade, três deles estão ligados ao cluster do Hospital Tan Tock Seng.[4] Existem 14 recuperações, elevando o número total de recuperações para 60.765. Outra morte foi confirmada mais tarde, elevando o número de mortos para 31.[5]
- A Ucrânia registrou 8.549 novos casos diários e 351 novas mortes diárias, elevando o número total para 2.078.086 e 44.436, respectivamente; um total de 1.670.481 pacientes se recuperaram.[6]

### 2 de maio
- Argentina ultrapassa 3 milhões de casos.[7]
- A Malásia registrou 3.418 novos casos, juntamente com o primeiro caso da variante indiana do COVID-19, elevando o número total para 415.012. Existem 2.698 recuperações, elevando o número total de recuperações para 383.140. Há 12 mortes, elevando o número de mortos para 1.533. São 30.339 casos ativos, sendo 345 em terapia intensiva e 175 em suporte ventilatório.[8]
- A Nova Zelândia registrou um novo caso, elevando o número total para 2.618 (2.262 confirmados e 356 prováveis). Quatro pessoas se recuperaram, elevando o número total de recuperações para 2.568. O número de mortos permanece em 26. Há 24 casos em isolamento gerenciado.[9]
- Singapura registrou 39 novos casos, incluindo 14 na comunidade e 25 importados, elevando o total para 61.218. Dos casos da comunidade, 11 deles estão ligados ao cluster do Hospital Tan Tock Seng.[10] 21 pessoas se recuperaram, elevando o número total de recuperações para 60.786. O número de mortos permanece em 31.[11]
- A Ucrânia registrou 5.094 novos casos diários e 160 novas mortes diárias, elevando o número total para 2.083.180 e 44.596, respectivamente; um total de 1.676.265 pacientes se recuperaram.[12]

### 3 de maio
- Fiji confirmou dois novos casos, ambos médicos do Hospital Lautoka.[13]
- A Malásia registrou 2.500 novos casos, elevando o número total para 417.512. Existem 2.068 recuperações, elevando o número total de recuperações para 385.508. Há 18 mortes, elevando o número de mortos para 1.551. São 30.753 casos ativos, sendo 352 em terapia intensiva e 186 em suporte ventilatório.[14]
- A Nova Zelândia registrou quatro novos casos, elevando o número total para 2.622 (2.266 confirmados e 356 prováveis). Há três recuperações, elevando o número total de recuperações para 2.571. O número de mortos permanece em 26. Há 25 casos ativos em isolamento gerenciado.[15]
- Singapura registrou 17 novos casos, incluindo dez na comunidade e sete importados, elevando o total para 61.235. Dos casos da comunidade, oito deles estão ligados ao cluster do Hospital Tan Tock Seng.[16] 20 receberam alta, elevando o número total de recuperações para 60.806. O número de mortos permanece em 31.[17]
- A Ucrânia registrou 2.758 novos casos diários e 154 novas mortes diárias, elevando o número total para 2.085.938 e 44.750, respectivamente; um total de 1.681.815 pacientes se recuperaram.[18]

### 4 de maio
Relatório semanal da Organização Mundial da Saúde:
- Fiji confirmou sete recuperações do COVID-19.[20]
- Índia ultrapassa 20 milhões de casos de COVID-19.[21]
- A Malásia registrou 3.120 novos casos, elevando o número total para 420.632. Existem 2.334 recuperações, elevando o número total de recuperações para 387.542. Há 23 mortes, elevando o número de mortos para 1.574. Existem 31.516 casos ativos, sendo 338 em terapia intensiva e 181 em suporte ventilatório.[22]
- A Nova Zelândia registrou um novo caso, elevando o número total para 2.623 (2.267 confirmados e 356 prováveis). Há duas recuperações, elevando o número total de recuperações para 2.573. O número de mortos permanece em 26. Há 24 casos em isolamento gerenciado.[23]
- Singapura registrou 17 novos casos, incluindo cinco na comunidade e 12 importados, elevando o total para 61.252. Dos casos da comunidade, todos estão ligados ao cluster do Hospital Tan Tock Seng.[24] Existem 17 recuperações, elevando o número total de recuperações para 60.823. O número de mortos permanece em 31.[25]
- A Ucrânia registrou 2.472 novos casos diários e 166 novas mortes diárias, elevando o número total para 2.088.410 e 44.916, respectivamente; um total de 1.689.630 pacientes se recuperaram.[26]

### 5 de maio
- Fiji confirmou quatro novos casos (dois casos de quarentena na fronteira e duas transmissões locais).[27]
- A Malásia registrou 3.744 novos casos, elevando o número total para 424.376. Existem 2.304 recuperações, elevando o número total de recuperações para 389.846. Há 17 mortes, elevando o número de mortos para 1.591. Existem 32.939 casos ativos, sendo 328 em terapia intensiva e 185 em suporte ventilatório.[28]
- A Nova Zelândia registrou seis novos casos, elevando o número total para 2.629 (2.273 confirmados e 356 prováveis). Há cinco recuperações, elevando o número total de recuperações para 2.578. O número de mortos permanece em 26. Há 25 casos ativos em isolamento gerenciado.[29]
- Singapura registrou 16 novos casos, incluindo um na comunidade e 15 importados, elevando o total para 61.268.[30] 21 pessoas se recuperaram, elevando o número total de recuperações para 60.844. O número de mortos permanece em 31.[31]
- A Ucrânia registrou 2.576 novos casos diários e 161 novas mortes diárias, elevando o número total para 2.090.986 e 45.077, respectivamente; um total de 1.697.358 pacientes se recuperaram.[32]

### 6 de maio
- Bélgica ultrapassa 1 milhão de casos.[33]
- Fiji confirmou sua terceira morte por COVID-19.[34] Nesse mesmo dia, Fiji confirmou quatro novos casos (três transmissões locais e um caso de quarentena na fronteira).[35]
- A Índia relata 412.262 novos casos, elevando o número total para 21.077.410 milhões de casos.[36]
- A Malásia registrou 3.551 novos casos, elevando o número total para 427.927. Existem 2.709 recuperações, elevando o número total de recuperações para 392.555. Há 19 mortes, elevando o número de mortos para 1.610. Existem 33.762 casos ativos, sendo 354 em terapia intensiva e 199 em suporte ventilatório.[37]
- A Nova Zelândia registrou quatro novos casos, elevando o número total para 2.633 (2.277 confirmados e 356 prováveis). Houve uma recuperação, elevando o número total de recuperações para 2.579. O número de mortos permanece em 26. Há 28 casos ativos em isolamento gerenciado.[38]
- Singapura registrou 18 novos casos, incluindo dois na comunidade e 16 importados, elevando o total para 61.286.[39] 29 receberam alta, elevando o número total de recuperações para 60.873. O número de mortos permanece em 31.[40]
- Suécia ultrapassa 1 milhão de casos de COVID-19.[41]
- A Ucrânia registrou 6.038 novos casos diários e 374 novas mortes diárias, elevando o número total para 2.097.024 e 45.451, respectivamente; um total de 1.711.709 pacientes se recuperaram.[42]

### 7 de maio
- O Brasil ultrapassa 15 milhões de casos.[43]
- Fiji confirmou sete novas transmissões locais.[44]
- A Malásia registrou 4.498 novos casos, elevando o número total para 432.425. Existem 3.449 recuperações, elevando o número total de recuperações para 396.004. Há 22 mortes, elevando o número de mortos para 1.632. São 34.789 casos ativos, sendo 375 em terapia intensiva e 211 em suporte ventilatório.[45]
- A Nova Zelândia registrou um novo caso, elevando o número total para 2.634 (2.278 confirmados e 356 prováveis). Há três recuperações, elevando o número total de recuperações para 2.582. O número de mortos permanece em 26. Há 26 casos ativos em isolamento gerenciado.[46]
- Singapura registrou 25 novos casos, incluindo quatro na comunidade e 21 importados, elevando o total para 61.311.[47] Existem 33 recuperações, elevando o número total de recuperações para 60.906. O número de mortos permanece em 31.[48]
- A Ucrânia registrou 8.404 novos casos diários e 379 novas mortes diárias, elevando o número total para 2.105.428 e 45.830, respectivamente; um total de 1.731.162 pacientes se recuperaram.[49]
- O Vietnã relatou sua primeira morte de um paciente que recebeu a vacina AstraZeneca .[50]
- O jogador do Golden State Warriors, Damion Lee, testou positivo para o vírus.[51]

### 8 de maio
- Fiji registrou 12 novas recuperações.[52]
- A Malásia registrou 4.519 novos casos, elevando o número total para 436.944. Existem 2.719 recuperações, elevando o número total de recuperações para 398.721. Há 25 mortes, elevando o número de mortos para 1.657. Existem 36.564 casos ativos, sendo 393 em terapia intensiva e 210 em suporte ventilatório.[53]
- A Nova Zelândia registrou seis novos casos, elevando o número total para 2.640 (2.284 confirmados e 356 prováveis). Há sete recuperações, elevando o número total de recuperações para 2.589. O número de mortos permanece em 26. Há 25 casos ativos em isolamento gerenciado.[54]
- Singapura registrou 20 novos casos, incluindo sete na comunidade e 13 importados, elevando o total para 61.331. Dos casos comunitários, dois deles estão vinculados a casos anteriores.[55] Seis pessoas se recuperaram, elevando o número total de recuperações para 60.912. O número de mortos permanece em 31.[56]
- Turquia ultrapassa 5 milhões de casos.
- A Ucrânia registrou 8.710 novos casos diários e 370 novas mortes diárias, elevando o número total para 2.114.138 e 46.200, respectivamente; um total de 1.750.570 pacientes se recuperaram.[57]

### 9 de maio
- Colômbia ultrapassa 3 milhões de casos.[58]
- Fiji confirmou três novos casos e duas recuperações.[59]
- Índia ultrapassa 22 milhões de casos.[60]
- A Malásia registrou 3.733 novos casos, elevando o número total para 440.677. Há 3.211 recuperações, elevando o número total de recuperações para 401.934. Há 26 mortes, elevando o número de mortos para 1.683. São 37.060 casos ativos, sendo 416 em terapia intensiva e 216 em suporte ventilatório.[61]
- A Nova Zelândia registrou dois novos casos, elevando o número total para 2.642 (2.286 confirmados e 356 prováveis). O número de recuperações permanece 2.589, enquanto o número de mortos permanece 26. Há 27 casos ativos em isolamento gerenciado.[62]
- Singapura registrou 28 novos casos, incluindo dez na comunidade e 18 importados, elevando o total para 61.359. Dos casos comunitários, cinco deles estão vinculados a casos anteriores.[63] 21 receberam alta, elevando o número total de recuperações para 60.933. O número de mortos permanece em 31.[64]
- A África do Sul relatou os primeiros quatro casos da variante COVID-19 identificados na Índia.[65]
- A Ucrânia registrou 5.372 novos casos diários e 193 novas mortes diárias, elevando o número total para 2.119.510 e 46.393, respectivamente; um total de 1.759.751 pacientes se recuperaram.[66]

### 10 de maio
- Fiji confirmou um novo caso e três novas recuperações.[67] [68]
- A Malásia registrou 3.807 novos casos, elevando o número total para 444.484. São 3.454 novas recuperações, elevando o número total de recuperações para 405.388. Há 17 mortes, elevando o número de mortos para 1.700. São 37.396 casos ativos, sendo 434 em terapia intensiva e 224 em suporte ventilatório.[69]
- A Nova Zelândia registrou dois novos casos, elevando o número total para 2.644 (2.288 confirmados e 356 prováveis). O número de recuperações permanece 2.591, enquanto o número de mortos permanece 26. Há 27 casos ativos em isolamento gerenciado.[70]
- Singapura registrou 19 novos casos, incluindo três na comunidade e 16 importados, elevando o total para 61.378. Dos casos da comunidade, dois deles estão ligados ao cluster do Aeroporto de Changi.[71] Há 20 recuperações, elevando o número total de recuperações para 60.953. O número de mortos permanece em 31.[72]
- A Tailândia relatou o primeiro caso da variante COVID-19 identificada na Índia.[73]
- A Ucrânia registrou 2.817 novos casos diários e 119 novas mortes diárias, elevando o número total para 2.122.327 e 46.512, respectivamente; um total de 1.768.753 pacientes se recuperaram.[74]

### 11 de maio
Relatório semanal da Organização Mundial da Saúde:
- Fiji confirmou 12 novos casos de COVID-19, todos de Makoi.[76]
- A Malásia registrou 3.973 novos casos, elevando o número total para 448.457. Há 2.848 novas recuperações, elevando o número total de recuperações para 408.236. Há 22 mortes, elevando o número de mortos para 1.722. São 38.499 casos ativos, sendo 453 em terapia intensiva e 224 em suporte ventilatório.[77]
- A Nova Zelândia não relatou novos casos, enquanto um caso relatado anteriormente foi reclassificado como não um caso; elevando o número total para 2.643 (2.287 confirmados e 356 prováveis). Duas novas recuperações foram relatadas, elevando o número total de recuperações para 2.593. O número de mortos permanece em 26. Há 24 casos ativos em isolamento gerenciado.[78]
- As Filipinas relataram os dois primeiros casos da variante COVID-19 identificados na Índia.[79]
- Singapura registrou 25 novos casos, incluindo 13 na comunidade e 12 importados, elevando o total para 61.403. Dos casos comunitários, sete deles estão ligados ao cluster do Aeroporto de Changi.[80] 22 pessoas se recuperaram, elevando o número total de recuperações para 60.975. O número de mortos permanece em 31.[81]
- A Ucrânia registrou 2.208 novos casos diários e 119 novas mortes diárias, elevando o número total para 2.124.535 e 46.631, respectivamente; um total de 1.777.370 pacientes se recuperaram.[82]

### 12 de maio
- Fiji confirmou nove novos casos (8 transmissões comunitárias e um caso de quarentena na fronteira).[83]
- Índia ultrapassa 23 milhões de casos de COVID-19.[84]
- A Malásia registrou 4.765 novos casos, elevando o número total para 453.222. São 3.124 novas recuperações, elevando o número total de recuperações para 411.360. 39 mortes foram relatadas, elevando o número de mortos para 1.761. São 40.101 casos ativos, sendo 469 em terapia intensiva e 244 em suporte ventilatório.[85]
- A Nova Zelândia registrou um novo caso, enquanto um caso relatado anteriormente foi classificado como "sob investigação", elevando o número total para 2.643 (2.2787 confirmados e 356 prováveis). Há duas recuperações, elevando o número total de recuperações para 2.595. O número de mortos permanece em 26. Há 22 casos ativos em isolamento gerenciado.[86]
- Singapura registrou 16 novos casos, incluindo dez na comunidade e seis importados, elevando o total para 61.419. Dos casos comunitários, sete deles estão ligados ao cluster do Aeroporto de Changi.[87] 31 receberam alta, elevando o número total de recuperações para 61.006. O número de mortos permanece em 31.[88]
- A Ucrânia registrou 4.538 novos casos diários e 356 novas mortes diárias, elevando o número total para 2.129.073 e 46.987, respectivamente; um total de 1.797.136 pacientes se recuperaram.[89]

### 13 de maio
- Fiji confirmou quatro novos casos e sua quarta morte relacionada ao COVID-19.[90]
- A Malásia registrou 4.855 casos ativos, elevando o número total para 458.077. Existem 3.347 recuperações, elevando o número total de recuperações para 414.707. Há 27 mortes, elevando o número de mortos para 1.788. Existem 41.582 casos ativos, sendo 481 em terapia intensiva e 247 em suporte ventilatório.[91]
- A Nova Zelândia registrou um novo caso, elevando o número total de casos para 2.644 (2.288 confirmados e 356 prováveis). Cinco pessoas se recuperaram, elevando o número total de recuperações para 2.600. O número de mortos permanece 26.[92]
- Singapura registrou 32 novos casos, incluindo 24 na comunidade e oito importados, elevando o total para 61.451. Dos casos comunitários, 17 deles estão ligados ao cluster do Aeroporto de Changi.[93] Existem 23 recuperações, elevando o número total de recuperações para 61.029. O número de mortos permanece em 31.[94]
- A Ucrânia registrou 6.813 novos casos diários e 346 novas mortes diárias, elevando o número total para 2.135.886 e 47.333, respectivamente; um total de 1.816.643 pacientes se recuperaram.[89]
- Os Estados Unidos da América ultrapassam 33 milhões de casos de COVID-19. 598.540 morreram enquanto 26.667.199 se recuperaram.[95]
- O apresentador americano da HBO, Bill Maher, testou positivo para COVID-19.[96]
- O jogador de beisebol do New York Yankees, Gleyber Torres, testou positivo para COVID-19.[97]

### 14 de maio
- Fiji confirmou um novo caso.[98]
- Índia ultrapassa 24 milhões de casos.[99]
- A Malásia registrou 4.113 novos casos, elevando o número total para 462.190. Existem 4.190 recuperações, elevando o número total de recuperações para 418.897. Há 34 mortes, elevando o número de mortos para 1.822. Existem 41.471 casos ativos, sendo 482 em terapia intensiva e 250 em suporte ventilatório.[100]
- A Nova Zelândia registrou um novo caso, elevando o número total de casos para 2.645 (2.289 confirmados e 356 prováveis). Uma pessoa se recuperou, elevando o número total de recuperações para 2.601. O número de mortos permanece em 26. São 18 casos em isolamento gerenciado.[101]
- Singapura registrou 52 novos casos, incluindo 24 na comunidade e 28 importados, elevando o total para 61.503. Dos casos comunitários, 13 deles estão ligados ao cluster do Aeroporto de Changi.[102] 18 pessoas se recuperaram, elevando o número total de recuperações para 61.047. O número de mortos permanece em 31.[103]
- A Ucrânia registrou 7.562 novos casos diários e 287 novas mortes diárias, elevando o número total para 2.143.448 e 47.620, respectivamente; um total de 1.832.601 pacientes se recuperaram.[104]

### 15 de maio
- Fiji confirmou dois novos casos.[105]
- A Malásia registrou 4.140 novos casos, elevando o número total de casos para 466.430. Há 3.432 novas recuperações, elevando o número total de recuperações para 422.329. Há 44 mortes, elevando o número de mortos para 1.866. Existem 42.135 casos ativos, sendo 503 em terapia intensiva e 272 em suporte ventilatório.[106]
- Singapura registrou 31 novos casos, incluindo 19 na comunidade e 12 importados, elevando o total para 61.536.[107] 15 receberam alta, elevando o número total de recuperações para 61.062. O número de mortos permanece em 31.[108]
- A Ucrânia registrou 6.796 novos casos diários e 322 novas mortes diárias, elevando o número total para 2.150.244 e 47.942, respectivamente; um total de 1.849.803 pacientes se recuperaram.[109]

### 16 de maio
- Fiji confirmou quatro novos casos e três recuperações.[110]
- A Malásia registrou 3.780 novos casos, elevando o número total para 470.110. Existem 3.990 recuperações, elevando o número total de recuperações para 426.319. Há 36 mortes, elevando o número de mortos para 1.902. São 41.889 casos ativos, sendo 520 em terapia intensiva e 272 em suporte ventilatório.[111]
- A Nova Zelândia registrou um novo caso, elevando o número total para 2.646 (2.290 confirmados e 356 prováveis). O número de recuperações permanece 2.601, enquanto o número de mortos permanece 26. Há 19 casos ativos em isolamento gerenciado.[112]
- Singapura registrou 49 novos casos, incluindo 38 na comunidade e 11 importados, elevando o total para 61.585.[113] Existem 42 recuperações, elevando o número total de recuperações para 61.104. O número de mortos permanece em 31.[114]
- A Ucrânia registrou 3.620 novos casos diários e 133 novas mortes diárias, elevando o número total para 2.153.864 e 48.075, respectivamente; um total de 1.857.724 pacientes se recuperaram.[115]

### 17 de maio
- Fiji confirmou dois novos casos.[116]
- A Malásia registrou 4.446 novos casos, elevando o número total para 474.556. Existem 2.784 recuperações, elevando o número total de recuperações para 429.103. Há 45 mortes, elevando o número de mortos para 1.947. São 43.506 casos ativos, sendo 522 em terapia intensiva e 273 em suporte ventilatório.[117]
- A Nova Zelândia registrou cinco novos casos, elevando o número total de casos para 2.651 (2.295 confirmados e 356 prováveis). Seis se recuperaram, elevando o número total de recuperações para 2.607. O número de mortos permanece em 26. Há 18 casos ativos em isolamento gerenciado.[118]
- Singapura registrou 28 novos casos, incluindo 21 na comunidade e sete importados, elevando o total para 61.613. Dos casos da comunidade, 11 deles são desvinculados.[119] 19 pessoas se recuperaram, elevando o número total de recuperações para 61.123. O número de mortos permanece em 31.[120]
- A Ucrânia registrou 2.136 novos casos diários e 109 novas mortes diárias, elevando o número total para 2.156.000 e 48.184, respectivamente; um total de 1.864.593 pacientes se recuperaram.[121]

### 18 de maio
Relatório semanal da Organização Mundial da Saúde:
- Fiji confirmou quatro novos casos.[123]
- Kiribati relatou os primeiros 2 novos casos no país. [124]
- A Índia relata 263.533 novos casos, ultrapassando 25 milhões de casos. Há 4.329 novas mortes, elevando o número de mortos para 278.719.[125]
- A Malásia registrou 4.865 novos casos, elevando o número total para 479.421. Há 3.497 novas recuperações, elevando o número total de recuperações para 432.600. Há 47 mortes, elevando o número de mortos para 1.994. São 44.827 casos ativos, sendo 531 em terapia intensiva e 277 em suporte ventilatório.[126]
- A Nova Zelândia registrou dois novos casos, elevando o número total para 2.653 (2.297 confirmados e 356 prováveis). Houve uma recuperação, elevando o número total de recuperações para 2.608. O número de mortos permanece em 26. Há 19 casos ativos em isolamento gerenciado.[127]
- Singapura registrou 38 novos casos, incluindo 27 na comunidade e 11 importados, elevando o total para 61.651. Dos casos da comunidade, 11 deles são desvinculados.[128] 11 receberam alta, elevando o número total de recuperações para 61.134. O número de mortos permanece em 31.[129]
- A Ucrânia registrou 4.095 novos casos diários e 285 novas mortes diárias, elevando o número total para 2.160.095 e 48.469, respectivamente; um total de 1.882.344 pacientes se recuperaram.[130]

### 19 de maio
- Fiji confirmou 11 novos casos (seis casos estão relacionados ao cluster Nadali em Nausori e os outros cinco são contatos domiciliares de casos anteriores).[131]
- A Malásia registrou 6.075 novos casos, elevando o número total para 485.496. 3.516 se recuperaram, elevando o número total de recuperações para 436.116. Há 46 mortes, elevando o número de mortos para 2.040. São 47.340 casos ativos, sendo 559 em terapia intensiva e 303 em suporte ventilatório.[132]
- A Nova Zelândia registrou seis novos casos, elevando o número total para 2.658 (2.302 confirmados e 356 prováveis). Um caso relatado anteriormente foi reclassificado, com o número de recuperações caindo para 2.607. O número de mortos permanece em 26. Existem 25 casos ativos.[133]
- Singapura registrou 38 novos casos, incluindo 34 na comunidade e quatro importados, elevando o total para 61.689. Dos casos comunitários, quatro deles são desvinculados.[134] Existem 49 recuperações, elevando o número total de recuperações para 61.183. O número de mortos permanece em 31.[135]
- A Ucrânia registrou 5.138 novos casos diários e 227 novas mortes diárias, elevando o número total para 2.165.233 e 48.696, respectivamente; um total de 1.899.446 pacientes se recuperaram.[136]

### 20 de maio
- Fiji confirmou um novo caso.[137]
- A Malásia registrou 6.806 novos casos, elevando o número total para 492.302. Há 3.916 recuperações, elevando o número total de recuperações para 440.032. Há 59 mortes, elevando o número de mortos para 2.099. Existem 50.171 casos ativos, sendo 587 em terapia intensiva e 330 em suporte ventilatório. [138]
- A Nova Zelândia registrou um novo caso, elevando o número total de casos para 2.659 (2.303 confirmados e 356 prováveis). Há duas recuperações, elevando o número total de recuperações para 2.609. O número de mortos permanece em 26. Existem 24 casos ativos.[139]
- Singapura registrou 41 novos casos, incluindo 27 na comunidade e 14 importados, elevando o total para 61.730.[140] 46 pessoas se recuperaram, elevando o número total de recuperações para 61.229. Outra morte foi confirmada mais tarde, elevando o número de mortos para 32.[141]
- A Ucrânia registrou 5.165 novos casos diários e 203 novas mortes diárias, elevando o número total para 2.170.398 e 48.899, respectivamente; um total de 1.916.194 pacientes se recuperaram.[142]
- Os Estados Unidos da América ultrapassam 33 milhões de casos.[143]

### 21 de maio
- Fiji confirmou cinco novos casos.[144]
- A Índia registrou 259.551 novos casos, elevando o número total para 26 milhões de casos. 4.209 mortes foram relatadas, elevando o número de mortos para 291.331.[145]
- A Malásia registrou 6.493 novos casos, elevando o número total para 498.795. Existem 4.503 recuperações, elevando o número total de recuperações para 444.540. Há 50 mortes, elevando o número de mortos para 2.149. Existem 52.106 casos ativos, sendo 643 em terapia intensiva e 363 em suporte ventilatório.[146]
- A Nova Zelândia registrou três novos casos, elevando o número total para 2.662 (2.306 confirmados e 356 prováveis). Existem três recuperações, elevando o número total de recuperações para 2.613. O número de mortos permanece em 2.613. Existem 23 casos ativos.[147]
- Singapura registrou 40 novos casos, incluindo 30 na comunidade e dez importados, elevando o total para 61.770. Dos casos comunitários, oito deles são desvinculados.[148] 13 receberam alta, elevando o número total de recuperações para 61.242. O número de mortos permanece em 32.[149]
- A Ucrânia registrou 4.984 novos casos diários e 202 novas mortes diárias, elevando o número total para 2.175.382 e 49.101, respectivamente; um total de 1.929.039 pacientes se recuperaram.[150]

### 22 de maio
- Fiji confirmou 11 novos casos e anunciou três recuperações.[151][152]
- A Malásia registrou 6.320 novos casos, elevando o número total para 505.115. Existem 4.694 recuperações, elevando o número total de recuperações para 449.234. Há 50 mortes, elevando o número de mortos para 2.199. Existem 53.628 casos ativos, sendo 652 em terapia intensiva e 370 em suporte ventilatório.[153]
- Singapura registrou 29 novos casos, incluindo 22 na comunidade e sete importados, elevando o total para 61.799. Dos casos comunitários, oito deles são desvinculados.[154] Existem 35 recuperações, elevando o número total de recuperações para 61.277. O número de mortos permanece em 32.[155]
- A Ucrânia registrou 4.606 novos casos diários e 178 novas mortes diárias, elevando o número total para 2.179.988 e 49.279, respectivamente; um total de 1.941.625 pacientes se recuperaram.[156]

### 23 de maio
- Fiji confirmou 24 novos casos.[157]
- A Malásia registrou 6.976 novos casos, elevando o número total para 512.091. São 3.587 novas recuperações, elevando o total de recuperações para 452.821. Há 49 mortes, elevando o número de mortos para 2.248. Existem 57.022 casos ativos, sendo 681 em terapia intensiva e 386 em suporte ventilatório.[158]
- A Nova Zelândia registrou seis novos casos, elevando o número total para 2.668 (2.312 confirmados e 356 prováveis). Duas pessoas se recuperaram, elevando o número total de recuperações para 2.615. O número de mortos permanece em 26. Há 27 casos ativos em isolamento gerenciado.[159]
- Rússia ultrapassa 5 milhões de casos de COVID-19.[160]
- Singapura registrou 25 novos casos, incluindo 21 na comunidade e um residente em um dormitório, elevando o total para 61.824.[161] 17 pessoas se recuperaram, elevando o número total de recuperações para 61.294. O número de mortos permanece em 32.[162]
- A Ucrânia registrou 2.533 novos casos diários e 89 novas mortes diárias, elevando o número total para 2.182.521 e 49.368, respectivamente; um total de 1.950.562 pacientes se recuperaram.[163]

### 24 de maio
- Fiji confirmou oito novos casos, o maior desde março de 2021.[164]
- A Malásia registrou 6.509 novos casos, elevando o número total para 518.600. Foram 3.452 novas recuperações, elevando o número total de recuperações para 456.273. Há 61 mortes, elevando o número de mortos para 2.309. Existem 60.018 casos ativos, sendo 722 em terapia intensiva e 362 em suporte ventilatório.[165]
- A Nova Zelândia registrou quatro novos casos, enquanto cinco casos relatados anteriormente foram reclassificados, elevando o número total para 2.667 (2.311 confirmados e 356 prováveis). Há duas recuperações, elevando o número total de recuperações para 2.617. O número de mortos permanece em 26. Existem 24 casos ativos.[166]
- Singapura registrou 36 novos casos, incluindo 24 na comunidade e 12 importados, elevando o total para 61.860. Dos casos da comunidade, dois deles são desvinculados.[167] 22 receberam alta, elevando o número total de recuperações para 61.316. O número de mortos permanece em 32.[168]
- A Ucrânia registrou 1.334 novos casos diários e 68 novas mortes diárias, elevando o número total para 2.183.855 e 49.436, respectivamente; um total de 1.957.561 pacientes se recuperaram.[169]

### 25 de maio
Relatório semanal da Organização Mundial da Saúde:
- Fiji confirmou 21 novos casos.[171]
- A Malásia registrou 7.289 novos casos, elevando o número total para 525.889. Existem 3.789 recuperações, elevando o número total de recuperações para 460.062. Há 60 mortes, elevando o número de mortos para 2.369. Existem 63.458 casos ativos, sendo 726 em terapia intensiva e 373 em suporte ventilatório.[172]
- A Nova Zelândia registrou dois novos casos, elevando o número total para 2.669 (2.313 confirmados e 356 prováveis). Há quatro recuperações, elevando o número total de recuperações para 2.621. O número de mortos permanece em 26. Há 22 casos ativos.[173]
- Singapura registrou 30 novos casos, incluindo 18 na comunidade e três residentes em dormitórios, elevando o total para 61.890.[174] Existem 13 recuperações, elevando o número total de recuperações para 61.329. O número de mortos permanece em 32.[175]
- A Ucrânia registrou 2.608 novos casos diários e 249 novas mortes diárias, elevando o número total para 2.186.463 e 49.685, respectivamente; um total de 1.975.064 pacientes se recuperaram.[176]

### 26 de maio
- Fiji confirmou 27 novos casos de COVID-19, o maior desde 23 de maio de 2021.[177]
- Índia ultrapassa 27 milhões de casos de COVID-19.[178]
- A Malásia registrou 7.487 novos casos, elevando o número total para 533.367. Existem 4.665 recuperações, elevando o número total de recuperações para 464.727. Há 63 mortes, elevando o número de mortos para 2.432. Existem 66.208 casos ativos, sendo 756 em terapia intensiva e 377 em suporte ventilatório.[179]
- A Nova Zelândia não registrou novos casos, com o número total restante de 2.669 (2.313 confirmados e 356 prováveis). O número de recuperações permanece 2.621, enquanto o número de mortos permanece 26. Existem 22 casos ativos.[180]
- Singapura registrou 26 novos casos, incluindo 23 na comunidade e um residente em um dormitório, elevando o total para 61.916. Dos casos comunitários, três deles são desvinculados.[181] 31 pessoas se recuperaram, elevando o número total de recuperações para 61.360. O número de mortos permanece em 32.[182]
- A Ucrânia registrou 3.395 novos casos diários e 208 novas mortes diárias, elevando o número total para 2.189.858 e 49.893, respectivamente; um total de 1.990.051 pacientes se recuperaram.[183]

### 27 de maio
- Fiji confirmou 28 novos casos, batendo o recorde do dia anterior.[184]
- A Malásia registrou 7.857 confirmados, elevando o total para 541.224. Existem 4.598 recuperações, elevando o número total de recuperações para 469.325. Há 59 mortes, elevando o número de mortos para 2.491. Existem 69.408 casos ativos, sendo 771 em terapia intensiva e 392 em suporte ventilatório.[185]
- A Nova Zelândia registrou um novo caso, elevando o número total para 2.670 (2.314 confirmados e 356 prováveis). Dois se recuperaram, elevando o número total de recuperações para 2.623. O número de mortos permanece em 26. Existem 21 casos ativos.[186]
- Singapura registrou 24 novos casos, incluindo 14 na comunidade e um residente em um dormitório, elevando o total para 61.940.[187] 12 receberam alta, elevando o número total de recuperações para 61.372. O número de mortos permanece em 32.[188]
- A Ucrânia registrou 3.509 novos casos diários e 183 novas mortes diárias, elevando o número total para 2.193.367 e 50.076, respectivamente; um total de 2.006.918 pacientes se recuperaram.[189]

### 28 de maio
- Fiji confirmou um recorde de 46 novos casos, todos da área maior de Suva-Nausori.[190]
- A Malásia registrou 8.290 novos casos, elevando o número total para 549.514. São 4.814 novas recuperações, elevando o número total de recuperações para 474.139. Há 61 mortes, elevando o número de mortos para 2.552. Existem 72.823 casos ativos, sendo 808 em terapia intensiva e 403 em suporte ventilatório.[191]
- A Nova Zelândia não registrou novos casos, com o total restante de 2.670 (2.314 confirmados e 356 prováveis). O número de recuperações permanece 2.623, enquanto o número de mortos permanece 26. Há 21 casos ativos em isolamento gerenciado.[192]
- O Paquistão relatou o primeiro caso da variante COVID-19 identificada na Índia.[193]
- Singapura registrou 30 novos casos, incluindo 15 na comunidade e 15 importados, elevando o total para 61.970. Dos casos comunitários, quatro deles são desvinculados.[194] Existem 35 recuperações, elevando o número total de recuperações para 61.407. O número de mortos permanece em 32.[195]
- A Ucrânia registrou 3.306 novos casos diários e 156 novas mortes diárias, elevando o número total para 2.196.673 e 50.232, respectivamente; um total de 2.020.216 pacientes se recuperaram.[196]
- O Reino Unido detectou uma nova variante do coronavírus originária da Tailândia, com a nova variante encontrada em 109 casos.[197]

### 29 de maio
- Fiji registrou 18 novos casos. [198]
- A Malásia registrou 9.020 casos ativos, elevando o número total para 558.534. Existem 5.527 recuperações, elevando o número total de recuperações para 479.666. Há 98 mortes, elevando o número de mortos para 2.650. Existem 76.218 casos ativos, sendo 844 em terapia intensiva e 430 em suporte ventilatório.[199]
- Singapura registrou 33 novos casos, incluindo 23 na comunidade e dez importados, elevando o total para 62.003.[200] 16 pessoas se recuperaram, elevando o número total de recuperações para 61.423. O número de mortos permanece em 32.[201]
- A Ucrânia registrou 3.096 novos casos diários e 156 novas mortes diárias, elevando o número total para 2.199.769 e 50.388, respectivamente; um total de 2.030.415 pacientes se recuperaram.[202]
- O Vietnã detectou uma nova variante do COVID-19, que é um híbrido das variantes indiana e britânica .[203]

### 30 de maio
- Fiji confirmou 23 novos casos.[198]
- A Malásia registrou 6.999 casos, elevando o número total para 565.533. São 5.121 novas recuperações, elevando o número total de recuperações para 484.787. Há 79 mortes, elevando o número de mortos para 2.729. Existem 78.017 casos ativos, sendo 846 em terapia intensiva e 419 em suporte ventilatório.[204]
- A Nova Zelândia registrou dois novos casos, elevando o número total para 2.672 (2.316 confirmados e 356 prováveis). Sete se recuperaram, elevando o número total de recuperações para 2.630. O número de mortos permanece em 26. Existem 16 casos ativos.[205]
- Singapura registrou 25 novos casos, incluindo 19 na comunidade e cinco importados, elevando o total para 62.028.[206] 11 receberam alta, elevando o número total de recuperações para 61.434. Outra morte foi confirmada mais tarde, elevando o número de mortos para 33.[207]
- A Ucrânia registrou 1.703 novos casos diários e 84 novas mortes diárias, elevando o número total para 2.201.472 e 50.472, respectivamente; um total de 2.036.148 pacientes se recuperaram.[208]

### 31 de maio
- Fiji confirmou 38 novos casos.[209][210]
- A Índia ultrapassa 28 milhões de casos.[211]
- A Malásia registrou 6.824 novos casos, elevando o número total de casos para 572.357. Existem 5.251 recuperações, elevando o número total de recuperações para 490.038. Há 67 mortes, elevando o número de mortos para 2.796. Existem 79.523 casos ativos, sendo 851 em terapia intensiva e 422 em suporte ventilatório.[212]
- A Nova Zelândia registrou um novo caso, elevando o número total para 2.673 (2.317 confirmados e 356 prováveis). O número de recuperações permanece 2.630, enquanto o número de mortos permanece 26. São 17 casos em isolamento gerenciado.[213]
- Palau confirmou seu primeiro caso de COVID-19. [214]
- Singapura registrou 23 novos casos, incluindo 16 na comunidade e sete importados, elevando o total para 62.051.[215] Há 25 recuperações, elevando o número total de recuperações para 61.459. O número de mortos permanece em 33.[216]
- A Ucrânia registrou 1.022 novos casos diários e 64 novas mortes diárias, elevando o número total para 2.202.494 e 50.536, respectivamente; um total de 2.041.082 pacientes se recuperaram.[217]